# Novinska patka
Novinska ili novinarska patka je žargonski izraz za dezinformaciju, odnosno namjerno krivotvorenu, lažnu vijest.

## Legenda
Prije pojave brzih načina komunikacija i mogućnosti provjere, u tisku se kod neprovjerenih i nepotvrđenih vijesti na kraju teksta dodavala oznaka n.t., po latinskom non testatum (nije provjereno). Legenda kaže kako je u nekim njemačkim novinama urednik diktirao slovoslagaru neprovjeren tekst, i na kraju oznaku "n.t." odnosno sricano en-te.
Slovoslagar je umjesto n.t. napisao "Ente", što u njemačkom jeziku znači "patka". Kako se kasnije ispostavilo, ta vijest bila je netočna, te se otuda "patka" u žargonu koristi za svaku netočnu vijest.

## Vanjske poveznice
- Die n.t.-Ente, Die Zeit (njem.)